# Жорник, Александр Викторович
Александр Викторович Жорник (род. 2 июля 1969) — Депутат законодательной Думы Хабаровского края с 9 сентября 2024.

## Биография
Александр Жорник родился 2 июля 1969 года в Днепродзержинске Днепропетровской области Украинской ССР в семье педагогов.
В 1986 году окончил среднюю школу и приехал в Комсомольск-на-Амуре поступать в Комсомольский-на-Амуре политехнический институт, который закончил с отличием в 1992 году по специальности «Самолёто- и вертолётостроение».
С 1988 по 1989 год служил в Советской армии (командир отделения радиотехнических войск ПВО в п. Охотск).
С 1992 по 1994 год работал в УВД по г. Комсомольску-на-Амуре в должности оперуполномоченного Отдела по борьбе с экономическими преступлениями.
С 1994 по 2004 год занимался предпринимательской деятельностью. С 2004 года основным видом деятельности являлись сбор и переработка твердых бытовых отходов.
С 2009 по 2019 год руководил Комсомольским Горпищекомбинатом.
В 2006 году с отличием окончил Хабаровскую академию экономики и права по специальности «Экономика и управление на предприятии» (квалификация «Экономист-менеджер»).
8 сентября 2019 года избран главой города Комсомольска-на-Амуре и вступил в должность 27 сентября. В соответствии с Уставом города также возглавляет администрацию города и замещает на постоянной основе муниципальную должность — «глава города».
Жорник не стал баллотировался на должность главы города Комсомольск-на-Амуре на новый срок и стал депутатом законодательной Думы Хабаровского края.

## Личная жизнь
Женат. Воспитывает дочь.